# Szampon (film)
Szampon (ang. Shampoo) – amerykańska komedia romantyczna z 1975 roku w reżyserii Hala Ashby’ego.

## Obsada
- Warren Beatty – George
- Julie Christie – Jackie
- Goldie Hawn – Jill
- Lee Grant – Felicia
- Jack Warden – Lester
- Tony Bill – Johnny Pope
- George Furth – pan Pettis
- Jay Robinson – Norman
- Ann Weldon – Mary
- Luana Anders – Devra
- Randy Scheer – Dennis
- Susanna Moore – Gloria
- Carrie Fisher – Lorna

## Nagrody i wyróżnienia
- Oscary za rok 1975
  - Lee Grant – najlepsza aktorka drugoplanowa
  - Jack Warden – najlepszy aktor drugoplanowy (nominacja)
  - Robert Towne, Warren Beatty – najlepszy scenariusz oryginalny (nominacja)
  - najlepsza scenografia i dekoracje wnętrz (nominacja)